# 尚卡尔·巴拉苏布拉马尼安
尚卡尔·巴拉苏布拉马尼安（1966年9月30日—），英国化学家和剑桥大学化学系Herchel-Smith药物化学教授 ，英国癌症研究所高级小组组长和剑桥三一学院研究员。 他因在核酸领域的贡献而知名。他是Solexa和biomodal（正式名称为Cambridge Epigenetix）的科学创始人。

## 早年
尚卡尔1966年出生于印度马德拉斯（今钦奈），1967年随父母移居英国。他在柴郡伦科恩郊外的一个村子长大，就读于Daresbury小学，然后升入Appleton Hall高中（后合并为Bridgewater高中）。1985至1988年，他在剑桥菲茨威廉学院学习理科，获本科学位，之后在Chris Abell指导下研究分支酸合酶的反应机制，1991年获博士学位。

## 研究生涯
尚卡尔于1994年在剑桥大学开始了独立的学术生涯，此后一直担任学院讲师，然后担任大学讲师（1998年）、大学化学生物学讲师（2003年）和化学生物学教授（2007年）。他于2008年被任命为Herchel Smith药物化学教授。
尚卡尔是核酸领域的权威学者，他主导了下一代测序方法——Solexa测序的发明，该方法为人类基因组的常规、准确、低成本测序奠定基础。他对非编码遗传元件的鉴定、阐明和操纵做出了贡献，特别是被称为G-四聯體的四链结构。他利用小分子干预核酸功能的工作揭示了许多分子机制，对癌症研究有重大影响。